# Laar (Basse-Saxe)
Laar est une commune allemande de l'arrondissement du Comté de Bentheim, Land de Basse-Saxe.

## Géographie
Située le long de la frontière avec les Pays-Bas, la commune est composée de six quartiers : Agterhorn, Echteler, Eschebrügge, Heesterkante, Laar et Vorwald. Ils sont réunis en 1974.
| De Haandrik | Coevorden | Weijerswold |
| Gramsbergen | Laar      | Emlichheim  |
| Wielen      | Wilsum    | Wilsum      |

L'Overijsselse Vecht traverse la commune. Une partie de son territoire est classée réserve naturelle.

## Histoire
Laar est toujours associé à la Haus Laar, mentionnée en 1227 comme une propriété du comte Baudouin, détruite en cette année lors de la bataille opposant le burgrave de Coevorden et l'évêque d'Utrecht.
Le nom de Laar pourrait venir du vieux néerlandais « laar », clairière, ou « leer », endroit dans la forêt.